# Brautnuten
Der Brautnuten (norwegisch für Bruchspitze) ist ein niedriger Berggipfel im ostantarktischen Königin-Maud-Land. Er ragt 8 km südöstlich des Snøkallen an der Ostseite des Ahlmannryggen auf.
Norwegische Kartografen, die den Gipfel auch benannten, nahmen anhand von Luftaufnahmen und Vermessungen der Norwegisch-Britisch-Schwedischen Antarktisexpedition (1949–1952) und Luftaufnahmen der Dritten Norwegischen Antarktisexpedition (1956–1960) aus den Jahren von 1958 bis 1959 eine Kartierung vor.